# Le Livre d'or de la science-fiction : Robert Heinlein
Le Livre d'or de la science-fiction : Robert Heinlein est une anthologie de six nouvelles et d'un roman de science-fiction consacrée à l'œuvre de Robert Heinlein, rassemblés par Demètre Ioakimidis.

## Publication
L'anthologie fait partie de la série Le Livre d'or de la science-fiction, consacrée à de nombreux écrivains célèbres ayant écrit des œuvres de science-fiction. Elle ne correspond pas à un recueil qui serait déjà paru aux États-Unis ; il s'agit d'un recueil inédit de nouvelles, édité pour le public francophone, et en particulier les lecteurs français.
L'anthologie a été publiée en février 1981 aux éditions Presses Pocket, collection Science-fiction, no 5102  (ISBN 2-266-00985-0). L'image de couverture a été réalisée par Marcel Laverdet. 
L'anthologie a été rééditée en 1989 sous le titre de Longue vie aux éditions Presses Pocket, collection  Le Grand Temple de la S-F, no 5102  (ISBN 2-266-02832-4), avec une couverture de Jean-Pierre Ferté.

## Préface
La Préface est de Demètre Ioakimidis : « Un juvénile patriarche » (p. 7 à 31)

## Liste et résumés des nouvelles

### Un self made man
- Titre original : By His Bootstraps
- Place dans le recueil : pages 33 à 94
- Traduction de Jean-Pierre Pugi

### Sous le poids des responsabilités
- Titre original : Sky Lift
- Publication : Imagination Stories of Science & Fantasy no 24, novembre 1953
- Place dans le recueil : pages 95 à 115
- Résumé :

### L'Année du grand fiasco
- Titre original : The Year of the Jackpot
- Place dans le recueil : pages 116 à 155

### De l'eau pour laver
- Titre original : Water Is for Washing
- Publication : Argosy, novembre 1947
- Place dans le recueil : pages 156 à 171
- Traduction de Chantal Jayat
- Résumé :

### Les Autres
- Titre original : They
- Place dans le recueil : pages 172 à 190

### La Maison biscornue
- Titre original : —And He Built a Crooked House
- Place dans le recueil : pages 191 à 214

## Roman:L'Étrange profession de Mr Jonathan Hoag
- Titre original : The Unpleasant Profession of Jonathan Hoag
- Place dans le recueil : pages 215 à 347